# Jongieux
Jongieux est une commune française située dans le département de la Savoie, en région Auvergne-Rhône-Alpes.

## Géographie

### Situation
Le village de Jongieux se situe dans l'ouest du département de la Savoie, dans l'Avant-Pays savoyard, entre le cours naturel du Rhône à l'ouest et le pied du mont de la Charvaz qui le sépare à l'est du lac du Bourget, à 5 km au nord-est de Yenne et à 20 km au nord-ouest de Chambéry.

### Communes limitrophes
| Massignieu-de-Rives | Lucey    |       |
| Yenne               | Jongieux | Ontex |
|                     | Billième |       |

### Climat
Pour des articles plus généraux, voir Climat d'Auvergne-Rhône-Alpes et Climat de la Savoie.
En 2010, le climat de la commune est de type climat des marges montargnardes, selon une étude du Centre national de la recherche scientifique s'appuyant sur une série de données couvrant la période 1971-2000. En 2020, Météo-France publie une typologie des climats de la France métropolitaine dans laquelle la commune est exposée à un climat de montagne ou de marges de montagne et est dans la région climatique Alpes du nord, caractérisée par une pluviométrie annuelle de 1 200 à 1 500 mm, irrégulièrement répartie en été.
Pour la période 1971-2000, la température annuelle moyenne est de 11 °C, avec une amplitude thermique annuelle de 18,4 °C. Le cumul annuel moyen de précipitations est de 1 411 mm, avec 10,6 jours de précipitations en janvier et 8,3 jours en juillet. Pour la période 1991-2020, la température moyenne annuelle observée sur la station météorologique de Météo-France la plus proche, « Belley Man », sur la commune de Belley à 9 km à vol d'oiseau, est de 12,1 °C et le cumul annuel moyen de précipitations est de 1 099,8 mm,. Pour l'avenir, les paramètres climatiques de la commune estimés pour 2050 selon différents scénarios d'émission de gaz à effet de serre sont consultables sur un site dédié publié par Météo-France en novembre 2022.

## Urbanisme

### Typologie
Au 1er janvier 2024, Jongieux est catégorisée commune rurale à habitat dispersé, selon la nouvelle grille communale de densité à sept niveaux définie par l'Insee en 2022.
Elle est située hors unité urbaine. Par ailleurs la commune fait partie de l'aire d'attraction de Chambéry, dont elle est une commune de la couronne,. Cette aire, qui regroupe 115 communes, est catégorisée dans les aires de 200 000 à moins de 700 000 habitants,.

### Occupation des sols
L'occupation des sols de la commune, telle qu'elle ressort de la base de données européenne d’occupation biophysique des sols Corine Land Cover (CLC), est marquée par l'importance des territoires agricoles (55,8 % en 2018), en augmentation par rapport à 1990 (51,8 %). La répartition détaillée en 2018 est la suivante :
forêts (43,6 %), cultures permanentes (26,1 %), prairies (15,3 %), zones agricoles hétérogènes (10,9 %), terres arables (3,5 %), eaux continentales (0,6 %).
L'IGN met par ailleurs à disposition un outil en ligne permettant de comparer l’évolution dans le temps de l’occupation des sols de la commune (ou de territoires à des échelles différentes). Plusieurs époques sont accessibles sous forme de cartes ou photos aériennes : la carte de Cassini (XVIIIe siècle), la carte d'état-major (1820-1866) et la période actuelle (1950 à aujourd'hui).

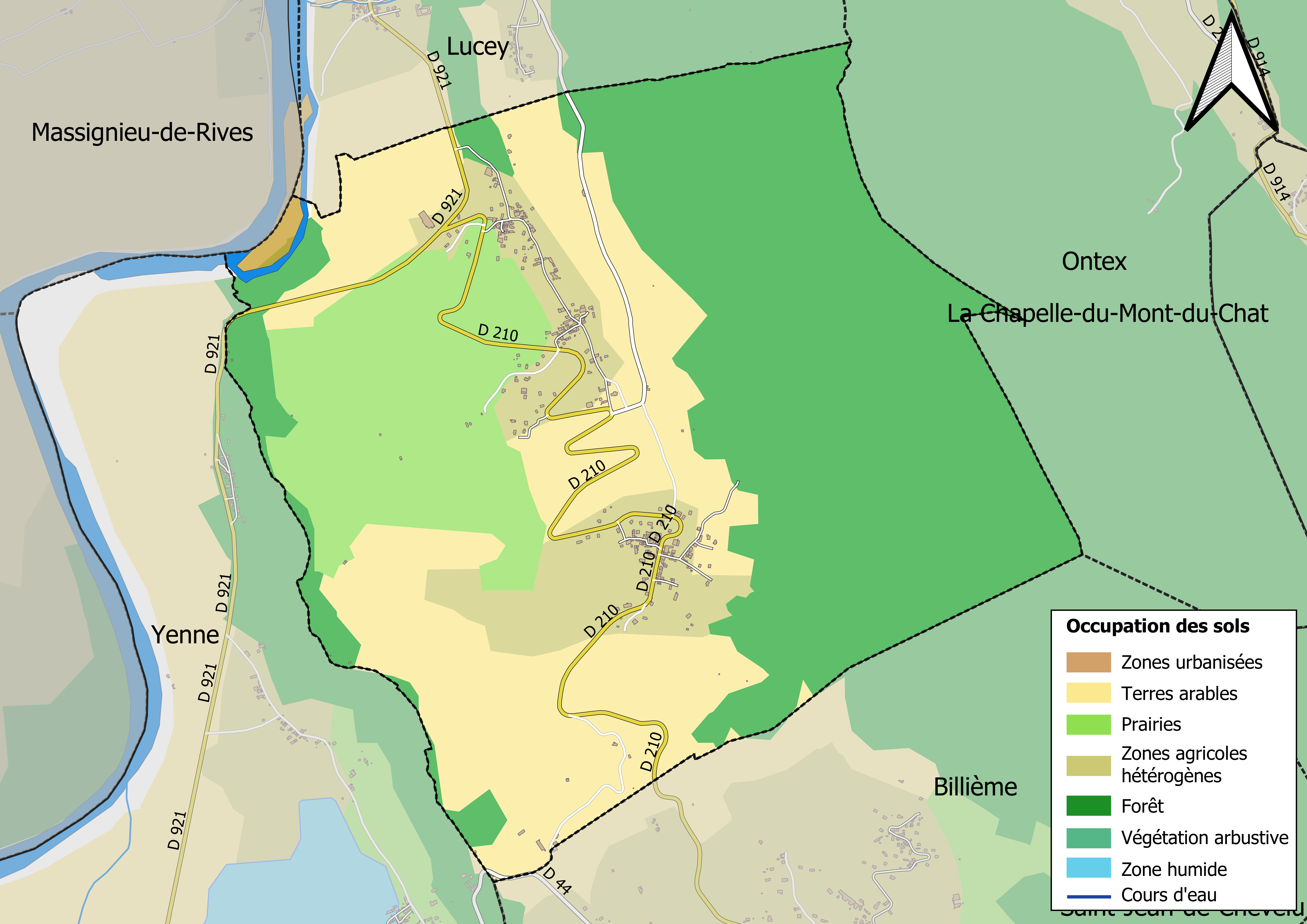
Carte des infrastructures et de l'occupation des sols en 2018 (CLC) de la commune.
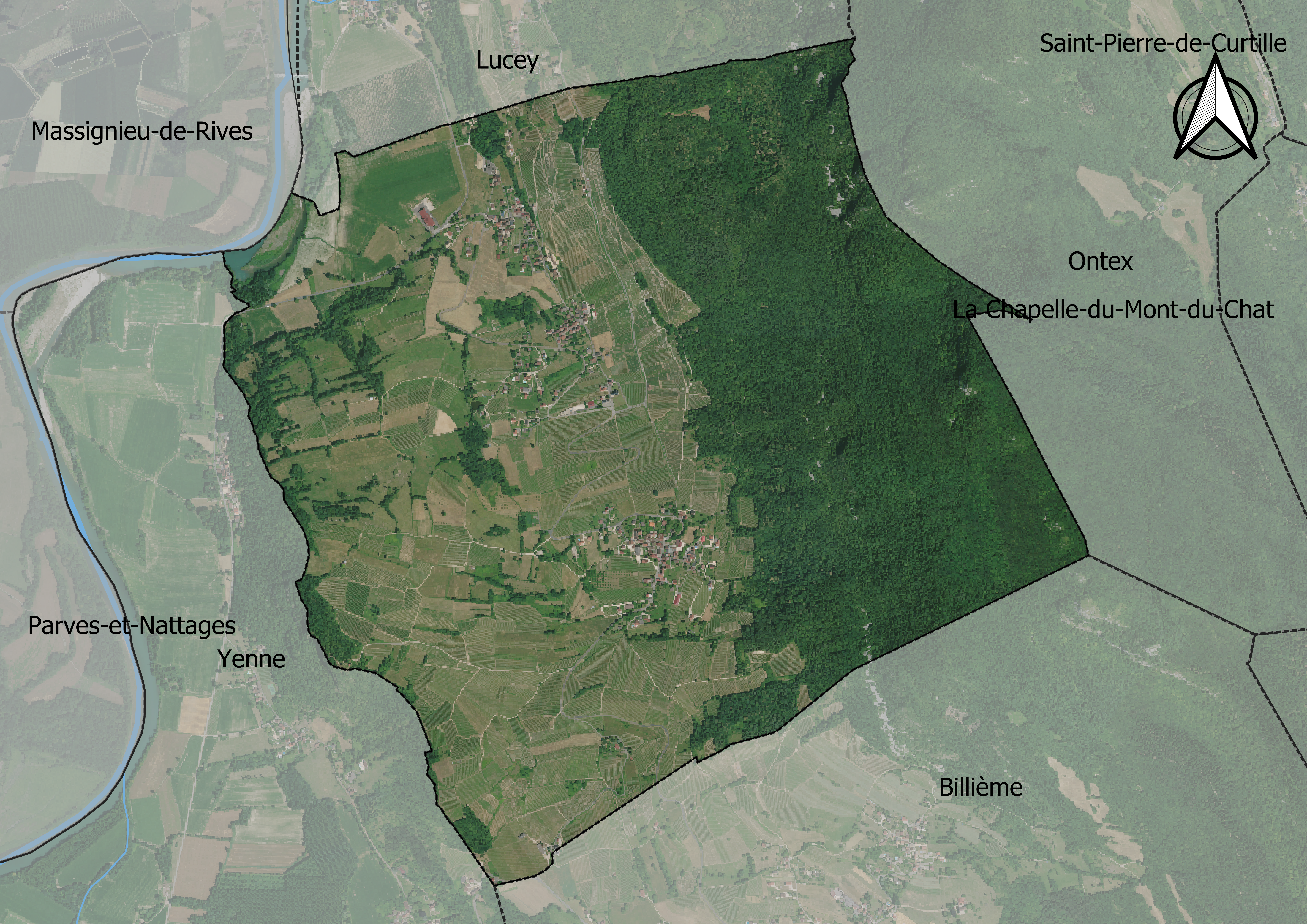
Carte orthophotogrammétrique de la commune.

## Toponymie
Les formes anciennes du nom de la paroisse puis de la commune sont Jongiu (XIVe siècle), Jongieux, dans les registres paroissiaux (de 1624 à 1672), Jungiacum (au cours de la même période), puis Jongeu ou encore Jonjux, au siècle suivant.
En francoprovençal, le nom de la commune s'écrit Zhondzeu (graphie de Conflans) ou serait connu sous le nom de La Bârma (ORB).

## Histoire
Le 11 germinal an II (31 mars 1794), Maxime Sevez (1761-1802), commissaire de la Révolution, est à Jongieux. On lui déclare que le clocher est démoli, mais qu'il existe encore deux tours appartenant à la ci-devant comtesse de Vieux au lieu appelé La Mar ; il requerra pour les faire abattre au plus tôt.

## Politique et administration

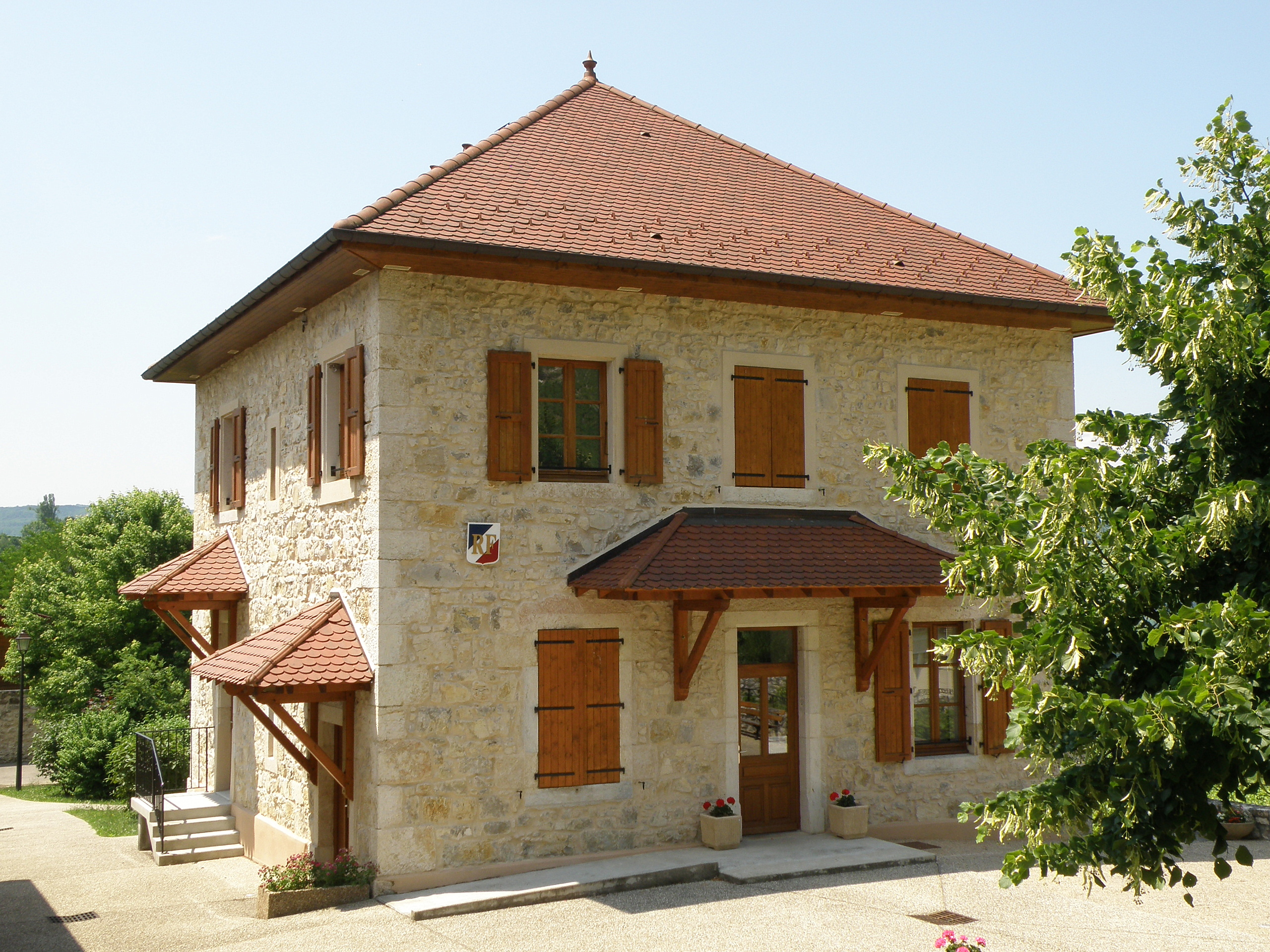
La mairie.

| Période                                  | Période   | Identité         | Étiquette | Qualité                                                                                       |
| ---------------------------------------- | --------- | ---------------- | --------- | --------------------------------------------------------------------------------------------- |
| Les données manquantes sont à compléter. |           |                  |           |                                                                                               |
| mars 2001                                | mars 2014 | Patrice Jacquin  | ...       | ...                                                                                           |
| mars 2014                                | 2020      | Françoise Barlet |           |                                                                                               |
| mai 2020                                 | 2024      | Didier Padey     |           | Suppléant de la Députée MoDem Marina Ferrari de 2022 à 2024. Député de la Savoie depuis 2024. |
| 2024                                     | En cours  | Stéphane Lamiral |           |                                                                                               |

## Démographie
Les habitants de la commune sont appelés les Jongiolans.

L'évolution du nombre d'habitants est connue à travers les recensements de la population effectués dans la commune depuis 1793. Pour les communes de moins de 10 000 habitants, une enquête de recensement portant sur toute la population est réalisée tous les cinq ans, les populations de référence des années intermédiaires étant quant à elles estimées par interpolation ou extrapolation. Pour la commune, le premier recensement exhaustif entrant dans le cadre du nouveau dispositif a été réalisé en 2008.

En 2022, la commune comptait 284 habitants, en évolution de −5,33 % par rapport à 2016 (Savoie : +3,63 %, France hors Mayotte : +2,11 %).
| 1793 | 1800 | 1806 | 1822 | 1838 | 1848 | 1858 | 1861 | 1866 |
| ---- | ---- | ---- | ---- | ---- | ---- | ---- | ---- | ---- |
| 338  | 300  | 369  | 430  | 437  | 504  | 490  | 470  | 455  |

| 1872 | 1876 | 1881 | 1886 | 1891 | 1896 | 1901 | 1906 | 1911 |
| ---- | ---- | ---- | ---- | ---- | ---- | ---- | ---- | ---- |
| 470  | 448  | 403  | 402  | 353  | 335  | 337  | 346  | 324  |

| 1921 | 1926 | 1931 | 1936 | 1946 | 1954 | 1962 | 1968 | 1975 |
| ---- | ---- | ---- | ---- | ---- | ---- | ---- | ---- | ---- |
| 319  | 286  | 259  | 262  | 238  | 225  | 203  | 198  | 218  |

| 1982 | 1990 | 1999 | 2006 | 2008 | 2013 | 2018 | 2022 | - |
| ---- | ---- | ---- | ---- | ---- | ---- | ---- | ---- | - |
| 202  | 206  | 233  | 291  | 308  | 311  | 287  | 284  | - |

## Culture locale et patrimoine

### Lieux et monuments

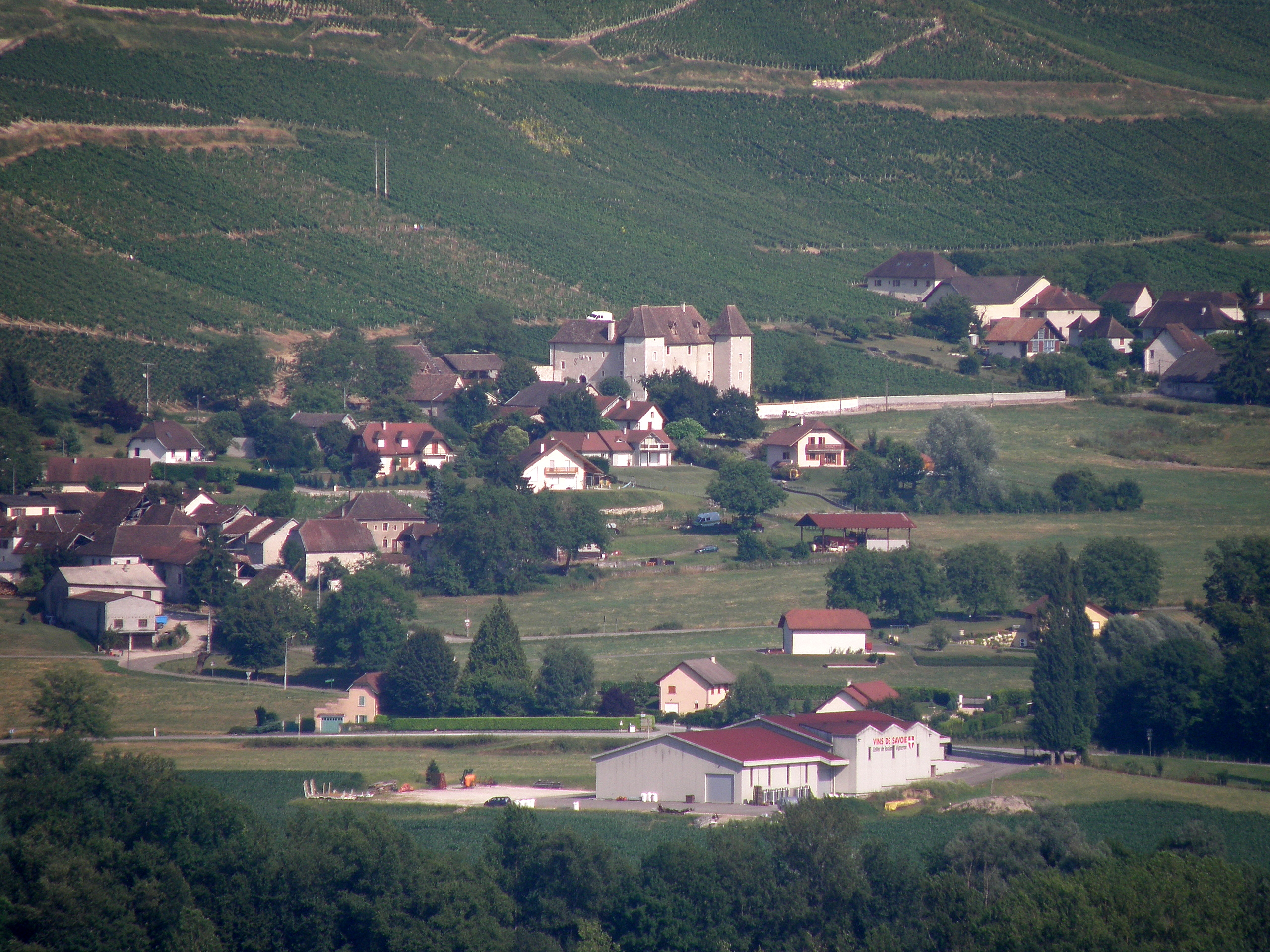
Château de La Mar et vignoble de Marestel.

- Château de La Mar

Le château de La Mar, ou château de Cordon, ou château d'Aymavigne, est une ancienne maison forte, du XIIIe siècle, restaurée en 1625, qui se dresse au pied du coteau qui porte les vignes de Marestel, au hameau d'Aimavigne. Au Moyen Âge, il fut le centre de la seigneurie de La Mar.
- Église Saint-Maurice de Jongieux

L'église, sous le patronage de saint Maurice, a été construite de 1884 à 1885. En 2013, six nouvelles verrières en vitraux ont été mises en place dans le cadre de la rénovation de l'Église. Ces vitraux de style contemporain, dus à une artiste vitrailliste, Monique Copel, utilisent les thèmes du vignoble, du chemin de Compostelle et du Rhône, dans un ensemble de verres de couleur de la Verrerie de Saint-Gobain à Saint-Just. Un « dialogue » entre les couleurs chaudes et les couleurs froides est destiné à produire des jeux de lumière, en les accentuant ou en les atténuant, le tout sublimé par la lumière du Nord.
- Jardin botanique

Le jardin botanique d'Aimavigne, créé en 2000, est un petit jardin d'acclimatation de plantes exotiques et rares. Il présente environ une vingtaine d'espèces de palmiers tel que, Brahea armata, Washingtonia filifera, Jubaea chilensis, Chamaedorea radicalis etc. Mais aussi d'autres végétaux tels que cordylines, Phormium, Hedychium, ainsi que des cactacées et agavacées.
Zones naturelles protégées
- Le Haut-Rhône de la Chautagne aux chutes de Virignin, ZNIEFF de type I, Classée Zone de Protection Spéciale, Natura 2000 ;
- Prairies humides de Jongieux-le-Haut ;
- Haut de la Charvaz.

## Production vinicole
La commune est couverte de vignes, notamment les pentes très abruptes de la Charvaz, avec une exposition sud-ouest. Une dizaine de viticulteurs produisent des vins en AOC vins de Savoie cru Jongieux, ainsi que le cru Marestel de l'appellation Roussette de Savoie, l'un des plus grands vins blancs de Savoie.